# Енткевич, Галина Фаддеевна
Гали́на Фадде́евна Ентке́вич (сестра Роза Сердца Марии; 1896, близ станции Корсувка Витебской губернии — 11 февраля 1944, село Ново-Шульба Семипалатинской области, Казахстан) — монахиня. Деятельница Римско-католической церкви.

## Семья и образование
Родилась в польской семье инженера путей сообщения, работавшего на Петербургско-Варшавской железной дороге. С детства жила с семьёй в Москве. Окончила французскую гимназию при католическом приходе святых Петра и Павла (1913, с отличием), естественное отделение Высших женских курсов, около трёх лет изучала химию в Московском университете.

## Монахиня
После 1917 работала учительницей в средней школе, воспитательницей в детском саду. В 1918 или 1919 познакомилась с Анной Абрикосовой (матерью Екатериной) и осенью 1920 вступила в общину доминиканок третьего ордена, которую она возглавляла. Приняла имя сестры Розы Сердца Марии, оставила семью и поселилась в квартире матери Екатерины, в которой жили и другие монахини. Работала секретарём старшей сестры общины. В дополнении к обычным доминиканским обетам приняла дополнительный обет: 
В честь и славу Бога Всемогущего, Отца и Сына, и Святого Духа, и всеблаженной Девы Марии и Святого Доминика, Я, сестра Роза Сердца Марии, перед лицом твоим преподобный отче Владимире, руководитель московской общины, 3-го чина покаяния Святого Доминика, уполномоченный его Высокопреподобием Отцом Генералом, исповедую и объявляю, что отдаю себя Богу в жертву за спасение России, в чем да поможет мне Бог.

 (Отец Владимир — священник Владимир Абрикосов, духовно окормлявший общину).
Осенью 1923, вместе с матерью Екатериной и остальными сёстрами, сестра Роза была арестована по групповому делу русских католиков. 19 мая 1924 приговорена к пяти годам лишения свободы, которые отбывала в Иркутском политическом изоляторе. После отбытия заключения был приговорена к трём годам ссылки в село Колпашево Нарымского края. Из заключения и ссылки писала письма своей семье, переехавшей к тому времени в Польшу. В частности, писала матери из тюрьмы: «Обо мне не беспокойся — я живу хорошо и ничего мне не надо… Ты же, прошу тебя, думай о себе. Мне ничего не нужно, кроме молитвы».
После отбытия ссылки жила в Рыбинске (с 1932) и Тамбове (с 1934). В 1935 была вновь арестована по обвинению в связях с заключёнными католическими священниками, находилась в предварительном заключении вместе с другими сёстрами общины. Однако спустя девять месяцев они были освобождены и переехали в Малоярославец. Там сестра Роза Сердца Марии преподавала немецкий язык в школе, но вместе с другой сестрой была уволена из-за отказа заниматься антирелигиозной пропагандой. Затем работала машинисткой, продолжала участвовать в деятельности общины.
В 1942 поехала в Казахстан вместе с высланной туда настоятельницей общины сестрой Стефанией Городец, чтобы помогать ей в ссылке. Жила в селе Ново-Шульба в 100 километрах от Семипалатинска, где скончалась после воспаления лёгких.

## Беатификация
В 2003 начался официальный процесс беатификации (причисления к лику блаженных) Галины Енткевич (сестры Розы Сердца Марии).